# ۹۹۸ (قمری)
۹۹۸ (قمری)، نهصد و نود و هشتمین سال در گاهشماری هجری قمری است. اول محرم این سال برابر با دهم نوامبر سال ۱۵۸۹ میلادی است.

## رویدادها
- آرامگاه سعدی به دستور حکم یعقوب ذوالقدر، حکمران فارس تخریب شد.